# 福原俊秋
福原 俊秋（ふくばら としあき）は、戦国時代の武将。毛利氏家臣。父は福原氏9代当主の福原貞俊。兄に福原氏10代当主の福原広俊と福原元勝がいる。毛利元就の母方の従兄弟にあたる。

## 生涯
毛利氏庶流の福原氏9代当主・福原貞俊の三男として生まれる。安芸国の車瀬に住んだことから、「車瀬」の苗字も名乗っている。
天文8年（1539年）4月22日に死去。法名は境翁宗仙。